# إدوارد إس. كيسي
إدوارد إس. كيسي (بالإنجليزية: Edward S. Casey)‏ هو فيلسوف أمريكي، ولد في 24 فبراير 1939 في توبيكا في الولايات المتحدة.